# Asnelles
Asnelles [aˈnɛl] ist eine französische Gemeinde mit 641 Einwohnern (Stand: 1. Januar 2022) im Département Calvados in der Region Normandie (vor 2016 Basse-Normandie). Sie gehört zum Arrondissement Bayeux und zum Kanton Courseulles-sur-Mer. Die Einwohner werden Asnellois genannt.

## Geografie
Asnelles liegt an der Ärmelkanalküste, etwa zehn Kilometer nordöstlich von Bayeux und etwa 23 Kilometer nordnordwestlich von Caen. Umgeben wird Asnelles von den Nachbargemeinden Meuvaines im Osten und Süden sowie Saint-Côme-de-Fresné im Westen.

## Geschichte
Der Strand von Asnelles gehört zu einem Abschnitt des sog. Gold Beach, an dem die Alliierten am 6. Juni 1944 anlandeten (Operation Overlord).

### Bevölkerungsentwicklung
| Jahr          | 1962 | 1968 | 1975 | 1982 | 1990 | 1999 | 2006 | 2019 |
| Einwohner     | 303  | 267  | 284  | 334  | 478  | 571  | 589  | 584  |
| Quelle: INSEE |      |      |      |      |      |      |      |      |

## Sehenswürdigkeiten
- Kirche Saint-Martin aus dem 12. Jahrhundert
- zahlreiche Gebäude aus dem 18./19. Jahrhundert
- Reste der deutschen Verteidigungsanlagen aus dem Zweiten Weltkrieg

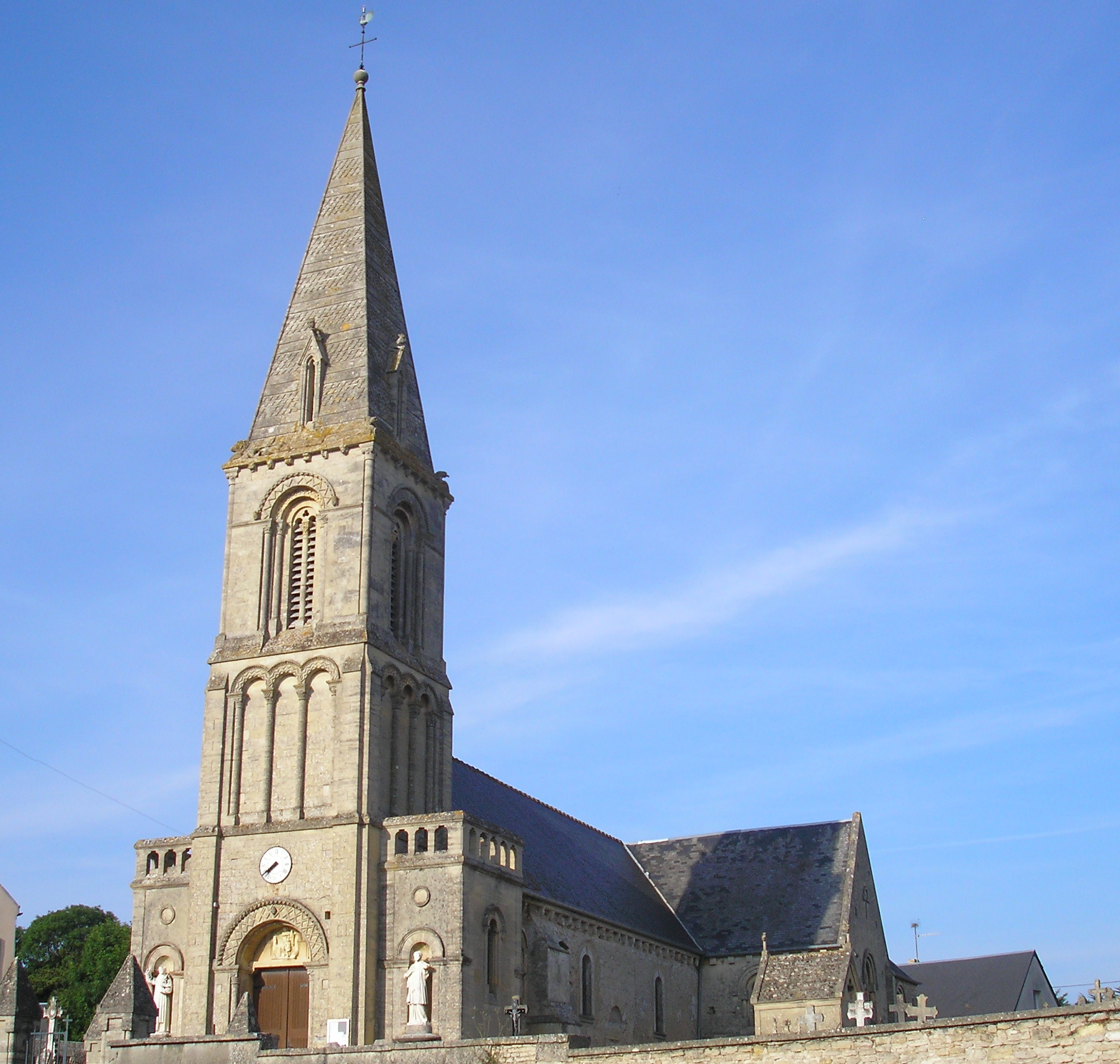
Kirche Saint-Martin
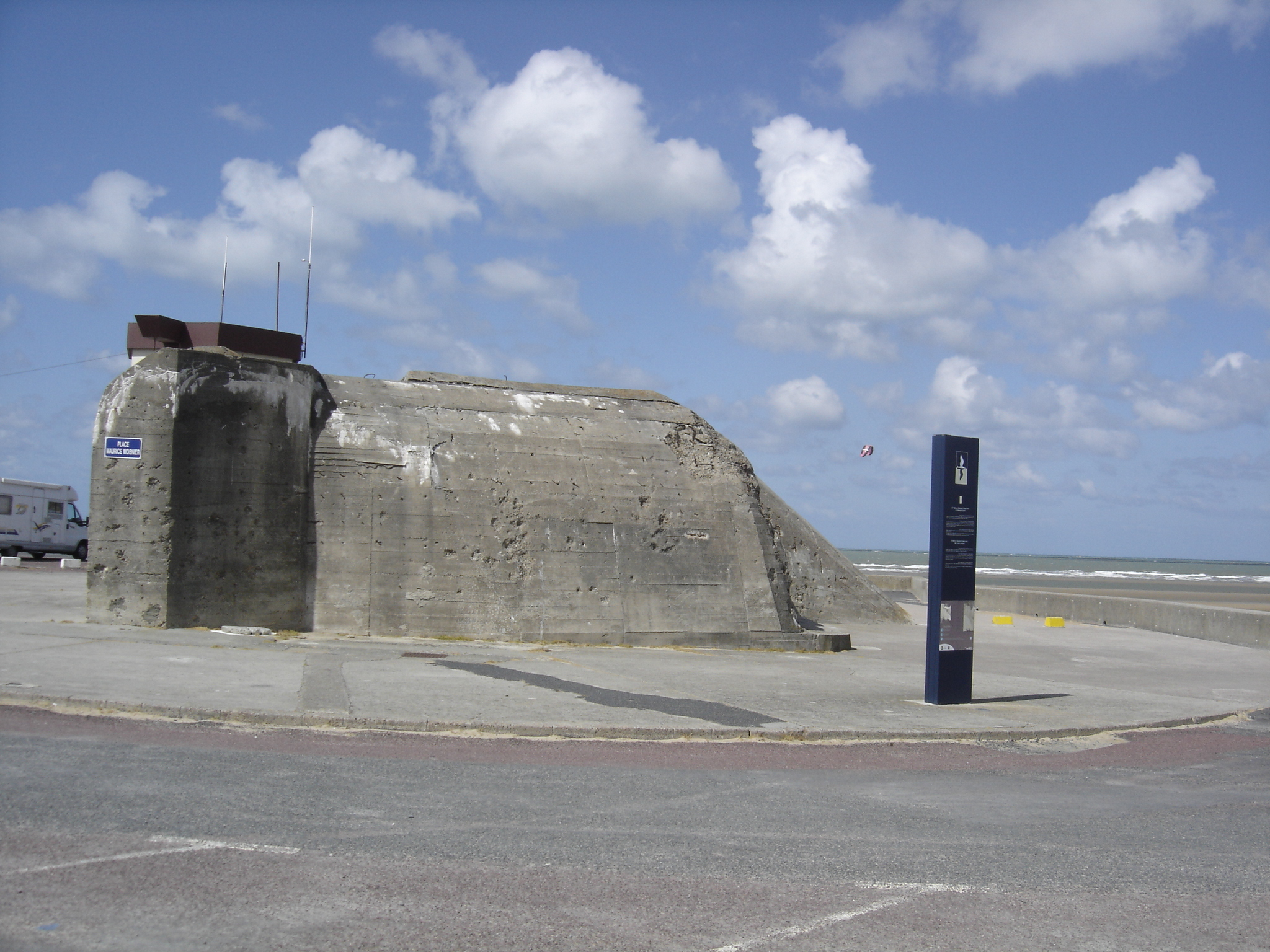
Reste der deutschen Verteidigungsanlagen
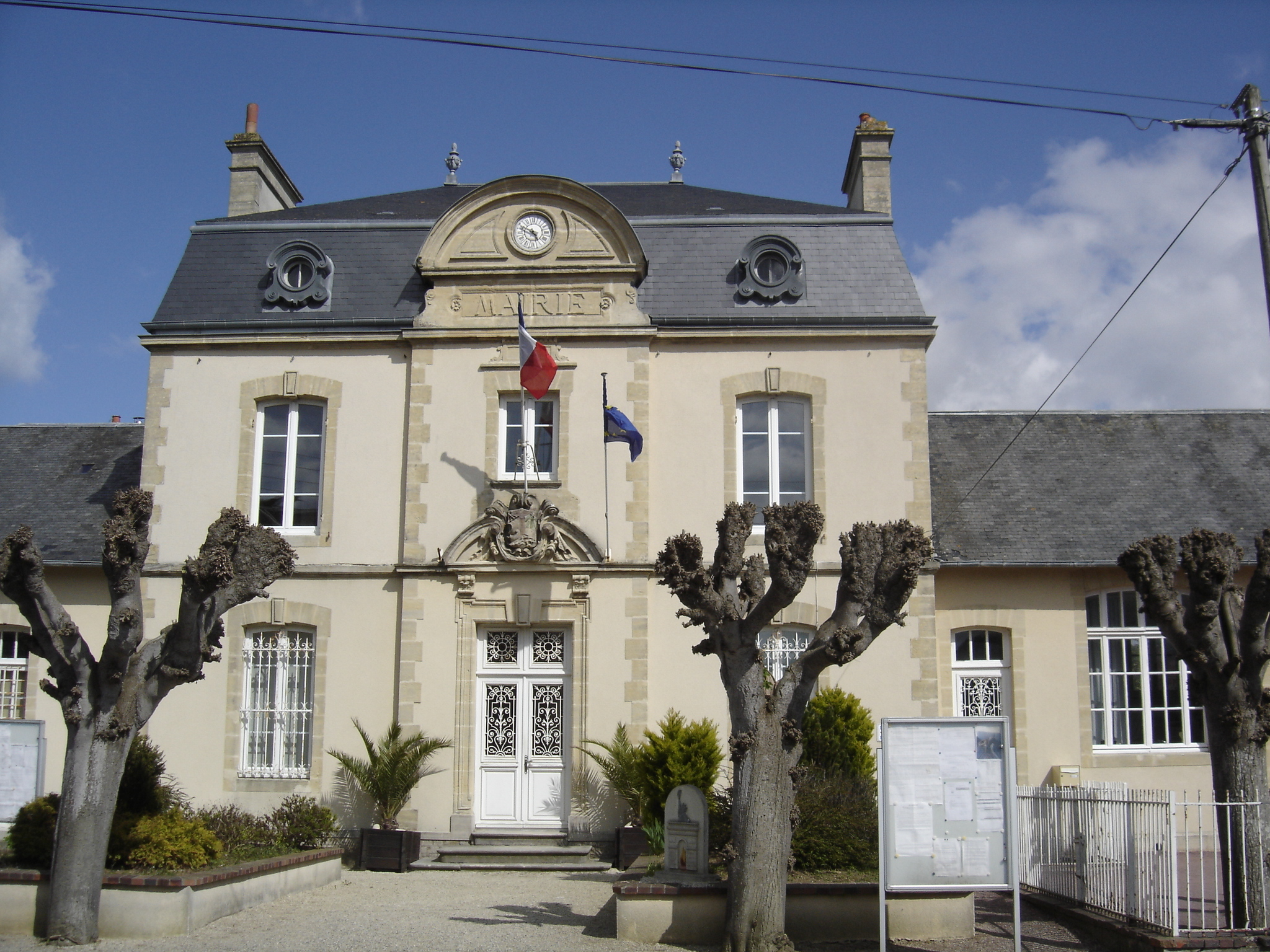
Rathaus (Mairie) von Asnelles

## Persönlichkeiten
- Maurice Schumann (1911–1998), Politiker, Minister für Forschung (1967/1968), soziale (1968/1969) und auswärtige Angelegenheiten (1969–1973), hier begraben

## Gemeindepartnerschaft
Mit der britischen Gemeinde Charmouth in Dorset (England) besteht seit 1985 eine Partnerschaft.